# Hukuntsi
Hukuntsi est une ville du Botswana.